# Stoke-by-Clare
Stoke-by-Clare is een plaats en civil parish in het Engelse graafschap Suffolk.